# Eulepte inguinalis
Eulepte inguinalis is een vlinder van de familie van de grasmotten (Crambidae), uit de onderfamilie van de Spilomelinae. De wetenschappelijke naam van deze soort is voor het eerst voorgesteld als Botys inguinalis door Achille Guenée in een publicatie uit 1854.
De soort komt voor in Cuba, Frans-Guyana en Brazilië.